# Championnat de Lettonie de football 2022
Navigation
Saison 2021 Saison 2023
La saison 2022 de Virslīga est la 31e édition de la première division lettone depuis l'indépendance du pays en 1992. Elle regroupe les dix meilleurs clubs lettons au sein d'une poule unique où ils s'affrontent quatre fois durant la saison pour un total de 36 matchs chacun.
La compétition est remportée par le Valmiera FC qui remporte à cette occasion son premier titre de champion et se qualifie pour la Ligue des champions 2023-2024. Le Riga FC et le FK RFS, tenant du titre, finissent quant à eux sur le podium et accèdent à la Ligue Europa Conférence 2023-2024. Ils sont accompagnés du FK Auda, promu et vainqueur de la Coupe de Lettonie.

## Participants
Légende des couleurs
- Premier tour de qualification de la Ligue des champions 2022-2023
- Premier tour de qualification de la Ligue Europa Conférence 2022-2023
- Promu de la deuxième division 2021

| Club             | Présent depuis | Classement 2021 | Stade                    | Capacité |
| ---------------- | -------------- | --------------- | ------------------------ | -------- |
| FK RFS           | 2016           | 1er             | Stade Arkādija           | 432      |
| Valmiera FC      | 2018           | 2e              | Stade Jāņa Daliņa        | 1 000    |
| FK Liepāja       | 2014           | 3e              | Stade Daugava            | 4 022    |
| Riga FC          | 2016           | 4e              | Skonto Stadion           | 8 087    |
| Spartaks Jurmala | 2012           | 5e              | Stade Slokas             | 2 500    |
| BFC Daugavpils   | 2019           | 6e              | Stade Celtnieks          | 1 980    |
| FK Metta         | 2012           | 7e              | Stade Daugava            | 5 008    |
| FK Auda          | 2022           | 1er (D2)        | Stade Audas (Ķekava)     | 520      |
| Tukums 2000      | 2022           | 2e (D2)         | Stade municipal (Tukums) | 1 000    |
| Super Nova       | 2022           | 3e (D2)         | Stade de Salaspils       | 1 000    |

## Compétition
Le classement est calculé avec le barème de points suivant : une victoire vaut trois points, le match nul un. La défaite ne rapporte aucun point.
Critères de départage :
1. plus grand nombre de points ;
2. plus grand nombre de points en confrontations directes ;
3. plus grande différence de buts particulière
4. plus grande différence de buts générale ;
5. plus grand nombre de buts marqués ;
6. classement du fair-play ;
7. match d'appui.

### Classement
| Rang | Équipe           | Pts | J  | G  | N  | P  | Bp  | Bc | Diff |
| ---- | ---------------- | --- | -- | -- | -- | -- | --- | -- | ---- |
| 1    | Valmiera FC      | 85  | 36 | 26 | 7  | 3  | 101 | 25 | +76  |
| 2    | Riga FC          | 81  | 36 | 26 | 3  | 7  | 68  | 23 | +45  |
| 3    | FK RFS T         | 76  | 36 | 22 | 10 | 4  | 83  | 32 | +51  |
| 4    | FK Liepāja       | 70  | 36 | 21 | 7  | 8  | 72  | 42 | +30  |
| 5    | FK Auda P C      | 54  | 36 | 16 | 6  | 14 | 42  | 36 | +6   |
| 6    | Tukums 2000 P    | 38  | 36 | 11 | 5  | 20 | 38  | 69 | -31  |
| 7    | BFC Daugavpils   | 34  | 36 | 9  | 7  | 20 | 30  | 67 | -37  |
| 8    | Spartaks Jurmala | 31  | 36 | 9  | 4  | 23 | 37  | 83 | -46  |
| 9    | FK Metta         | 22  | 36 | 5  | 7  | 24 | 41  | 86 | -45  |
| 10   | SK Super Nova P  | 20  | 36 | 4  | 8  | 24 | 24  | 81 | -57  |

|  | Qualification pour le premier tour de qualification de la Ligue des champions 2023-2024       |
|  | Qualification pour le deuxième tour de qualification de la Ligue Europa Conférence 2023-2024  |
|  | Qualification pour le premier tour de qualification de la Ligue Europa Conférence 2023-2024   |
|  | Rétrogradation administrative en deuxième division                                            |
|  | Qualification pour les barrages de relégation                                                 |
|  | T : Tenant du titre C : Vainqueur de la Coupe de Lettonie 2022 P : Promu de deuxième division |

### Résultats
| Résultats (▼dom., ►ext.)                                   | AUD | DAU | LIE | MET | RIG | RFS  | SPJ | SNO | TUK | VAL |
| FK Auda                                                    |     | 2-0 | 1-2 | 3-2 | 0-1 | 0-1  | 5-0 | 4-1 | 1-0 | 1-3 |
| BFC Daugavpils                                             | 1-2 |     | 0-4 | 2-0 | 0-0 | 1-4  | 2-0 | 1-0 | 2-1 | 0-0 |
| FK Liepāja                                                 | 1-1 | 5-1 |     | 1-0 | 1-0 | 2-3  | 0-0 | 3-1 | 1-2 | 1-3 |
| FK Metta                                                   | 0-1 | 2-3 | 1-5 |     | 1-4 | 0-0  | 2-0 | 1-1 | 3-2 | 0-3 |
| Riga FC                                                    | 1-0 | 2-0 | 0-1 | 4-0 |     | 2-0  | 3-0 | 2-0 | 1-0 | 2-1 |
| FK RFS                                                     | 0-0 | 4-0 | 2-2 | 3-1 | 2-1 |      | 2-0 | 2-0 | 3-0 | 1-3 |
| Spartaks Jurmala                                           | 1-2 | 2-0 | 0-2 | 4-2 | 0-4 | 2-3  |     | 0-0 | 1-3 | 0-2 |
| SK Super Nova                                              | 0-0 | 0-0 | 1-3 | 0-1 | 1-4 | 0-3  | 0-3 |     | 0-1 | 1-5 |
| Tukums 2000                                                | 2-1 | 0-1 | 1-4 | 2-2 | 0-1 | 0-10 | 3-0 | 1-1 |     | 0-3 |
| Valmiera FC                                                | 2-0 | 1-0 | 3-0 | 1-1 | 3-0 | 4-0  | 4-1 | 1-0 | 3-0 |     |
| - Victoire à domicile - Match nul - Victoire à l'extérieur |     |     |     |     |     |      |     |     |     |     |

| Résultats (▼dom., ►ext.)                                   | AUD | DAU | LIE | MET | RIG | RFS | SPJ | SNO | TUK | VAL |
| FK Auda                                                    |     | 2-0 | 1-2 | 2-1 | 0-2 | 1-1 | 0-1 | 3-0 | 3-0 | 1-1 |
| BFC Daugavpils                                             | 0-1 |     | 2-3 | 3-2 | 0-4 | 1-3 | 1-1 | 1-1 | 0-0 | 1-1 |
| FK Liepāja                                                 | 1-0 | 2-1 |     | 5-1 | 0-0 | 1-2 | 5-2 | 2-0 | 4-1 | 0-2 |
| FK Metta                                                   | 0-2 | 2-3 | 2-2 |     | 0-2 | 1-3 | 0-0 | 1-1 | 1-2 | 1-4 |
| Riga FC                                                    | 2-0 | 4-0 | 2-0 | 3-2 |     | 0-1 | 2-1 | 1-0 | 3-1 | 0-2 |
| FK RFS                                                     | 0-0 | 4-0 | 0-0 | 6-0 | 1-1 |     | 3-0 | 2-3 | 2-2 | 2-2 |
| Spartaks Jurmala                                           | 0-1 | 2-1 | 2-3 | 2-0 | 1-3 | 0-2 |     | 2-3 | 1-3 | 1-6 |
| SK Super Nova                                              | 1-2 | 1-0 | 2-2 | 0-3 | 1-4 | 0-4 | 1-3 |     | 2-1 | 1-6 |
| Tukums 2000                                                | 1-0 | 0-1 | 2-1 | 2-0 | 0-2 | 0-2 | 1-2 | 2-0 |     | 1-1 |
| Valmiera FC                                                | 2-1 | 5-1 | 0-1 | 6-1 | 3-1 | 1-1 | 1-2 | 7-0 | 6-1 |     |
| - Victoire à domicile - Match nul - Victoire à l'extérieur |     |     |     |     |     |     |     |     |     |     |

### Barrage de relégation
À la fin de la saison, l'avant-dernier de Virslīga affronte la deuxième meilleure équipe d'1.Liga (qui n'est pas une équipe réserve) pour tenter de se maintenir.
Le barrage oppose cette saison le FK Metta au Grobiņas SC (en), troisième du deuxième échelon, l'équipe réserve du Riga FC, vice-champion, n'étant pas éligible.
Disputée les 24 et 27 novembre 2022, la confrontation s'achève sur deux victoires successives du FK Metta qui s'impose sur le score cumulé de 5 buts à 2.
| Équipe        | Aller | Total | Retour | Équipe                |
| ------------- | ----- | ----- | ------ | --------------------- |
| FK Metta (D1) | 2 - 0 | 5 - 2 | 3 - 2  | (D2) Grobiņas SC (en) |

Légende des couleurs
- Le club se maintient en première division.
- Promotion en première division.
- Le club reste en deuxième division.
- Relégation en deuxième division.